# Monegros (región natural)

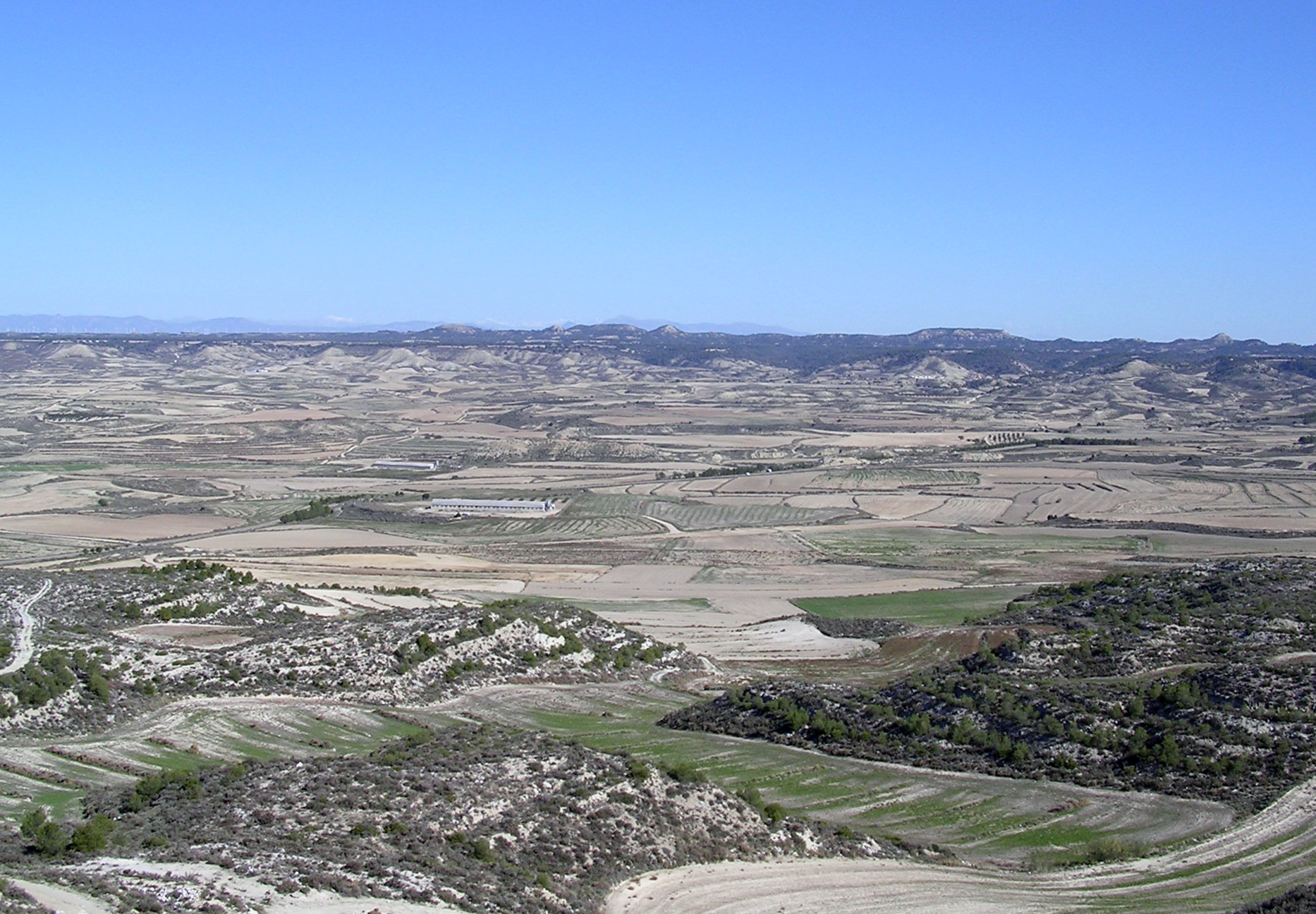
Paisaje de los Monegros en Leciñena

Los Monegros es una región natural de España situada en el valle del Ebro, en Aragón. La zona se ajusta en cierta medida a la comarca homónima. El área abarca unas 276 440 hectáreas y consta de 49 pueblos en 31 municipios. Es una zona de España poco poblada (7,6 hab./km²). No obstante, por ser zona estratégica (centro de Aragón, a unos 50 km de Zaragoza), muchas infraestructuras recorren los Monegros de una punta a otra conectando Zaragoza con Cataluña y Huesca. Por él pasan el ferrocarril y el AVE, que paran en Tardienta. También carreteras como la nacional N-II y la autopista AP-2.

## Ecología
Los Monegros es un hábitat único en Europa, con un ecosistema más propio de las estepas orientales.
Su singularidad, importancia y situación de peligro hace que una gran cantidad de ecologistas y científicos europeos pidan que sea incluido en alguna de las figuras de protección jurídica contempladas en la legislación vigente que permita salvaguardar, al menos en parte, su integridad ecológica. En 1999 se dio a conocer el Manifiesto científico por los Monegros (McM), firmado por más de 500 científicos e investigadores con los resultados de las especies encontradas, que exigía la pronta declaración de los Monegros como zona protegida. Dicho manifiesto dice en su prólogo:

Los Monegros son un ecosistema singular, maduro, único en Europa, cuya riqueza biológica ha demostrado ser excepcionalmente importante en términos cuantitativos y cualitativos. La biocenosis documentada de los Monegros sobrepasa las 5.400 especies biológicas, cifra superior a la conocida de cualquier otro hábitat nacional o europeo, presentando el mayor índice de novedades taxonómicas (nuevas especies para la ciencia) de toda Europa en lo que va de siglo, con un alto grado de endemismos y citas únicas para el continente y con numerosos ejemplos de distribuciones biogeográficas y adaptaciones ecológicas novedosas de enorme interés científico. No existe, con datos objetivos y contrastados, ninguna otra zona o espacio físico en nuestro territorio nacional, y tal vez en toda Europa, que pueda siquiera compararse a las singularidades, novedades, rareza y riqueza biológicas que hoy están documentadas científicamente de los Monegros.
Manifiesto científico por los Monegros

## Cultura y espectáculos
En este semidesierto se rodó en 1992 la película Jamón, jamón, dirigida por Bigas Luna e interpretada en sus papeles principales por Penélope Cruz, Javier Bardem y Jordi Mollà.
Entre 1994 y 2014 se celebró cada año en Los Monegros el festival de música electrónica Monegros Desert Festival, que después de cinco años, volvería a tener lugar el 1 de agosto de 2020,hasta la fecha.